# Angus Maddison
Angus Maddison (Newcastle upon Tyne, 6 dicembre 1926 – Neuilly-sur-Seine, 24 aprile 2010) è stato un economista britannico, professore emerito presso la facoltà di Economia dell'Università di Groningen.
Membro della Organisation for Economic Co-operation and Development, è stato a capo della Divisione Economia dal 1953 al 1962.
Autore di numerosi lavori di analisi economica.

## Opere principali
- Class Structure and Economic Growth: India and Pakistan since the Moghuls 1971
- The World Economy: Historical Statistics
- L'economia cinese, 1998 (trad. in italiano per le edizioni Pantarei, 2006)